# 7 Samurai
Samurai 7 (サムライセブン Samurai Sebun), tên tiếng Việt: 7 Samurai, là loạt anime Nhật Bản sản xuất năm 2004 bởi Gonzo và dựa trên bộ phim Seven Samurai được đánh giá cao năm 1954 của Kurosawa Akira. Bộ phim được đạo diễn bởi Takizawa Toshifumi và âm nhạc được soạn bởi Wada Kaoru và Hayashi Eitetsu. Phim gồm 26 tập và tốn tổng cộng 32500000 yên (300000 USD) để sản xuất.
Loạt phim được phát sóng tại Nhật Bản trên kênh truyền hình vệ tinh Animax, là một phần trong hệ thống truyền hình độ phân giải cao CS-PPV (Vệ tinh thông tin - Pay per view), và sau này được Animax phát sóng trên hệ thống mạng truyền hình của mình tương ứng với từng khu vực trên thế giới, trong đó có Đông Nam Á, Nam Á, Châu Mỹ Latin và các khu vực khác. Anime đã từng được lồng tiếng âm và trình chiếu trên kênh HTV3 dành cho trẻ em của Việt Nam vào năm 2007 và 2010 với tựa đề 7 Samurai. FUNimation đã mua được quyền lồng tiếng cho bản phát hành tại Bắc Mỹ. Phim cũng được chiếu tại Mĩ thông qua kênh Independent Film (sử dụng phần lồng tiếng của FUNimation) từ tháng 4 năm 2006 và được chiếu ở độ phân giải cao trên kênh Animania HD của Dish Network (cũng sử dụng phần lồng tiếng của FUNimation). Nó cũng được phát sóng tại Canada trong kênh truyền hình chuyên đề Razer và tại Hồng Kông thông qua TVB Jade. Kênh FUNimation Channel bắt đầu công chiếu bộ phim từ ngày 6 tháng 9 năm 2010.

## Cốt truyện
Câu chuyện diễn ra tại một thế giới rất kì lạ, nơi thanh kiếm võ sĩ đạo đi đôi với những vũ khí tối tân.
Trong thế giới ấy, Nhật Bản đã xảy ra cuộc chiến giữa các samurai cơ khí (nghĩa là cơ thể ta
họ không còn da thịt nữa mà đã biến thành sắt thép nhờ công nghệ hiện đại). Sau mấy chục năm nội chiến dai dẳng, cuối cùng cũng đi tới hòa bình. Nhưng thực ra các samurai bại trận vẫn ngấm ngầm ôm ý muốn phục thù. Nền hòa bình ngắn ngủi bị lung lay nghiêm trọng.
Thời điểm này, những nông dân ở làng Kanna, ngôi làng trồng lúa giỏi nhất, đang phải sống dưới chế độ Nobuseri tàn ác. Họ không còn con đường nào khác để đứng lên đấu tranh vì cứ liên tục bị thất bại, đàn áp. Nobuseri thì càng ngày càng quá quắt, chúng đã từng bắt không ít phụ nữ đẹp về hoàng cung để trừng phạt dân làng đã nộp thiếu số gạo chúng đặt ra. Vào năm nọ, trước vụ mùa thu hoạch, trưởng làng Gisaku quyết định thuê các samurai dũng mãnh để bảo vệ làng khỏi Nobuseri. Mọi người đồng ý. Ông cụ đã phó thác nhiệm vụ kiếm tìm những người samurai phù hợp nhất về giúp thôn làng cho ba người: Kirara, nữ tiên tri Thủy thần xinh đẹp có con lắc pha lê thần kì tiên đoán được mọi việc; chàng trai Rikichi khỏe mạnh; cuối cùng là cô bé Komachi, em gái ruột của Kirara. Ba người đi tới thành phố, mang theo thật nhiều gạo ăn đường. Sau bao nhiêu gian nan vất vả, cuối cùng họ cũng tìm được 7 vị samurai tài giỏi bảo vệ làng Kanna. Cuộc chiến cuối cùng và dữ dội nhất trong đời các samurai lại bắt đầu khi quân đội của Nobuseri kéo đến.
Bảy người, bảy cá tính riêng biệt, nhưng có chung một bản chất hào hùng, thượng võ và cùng lý tưởng bảo vệ dân lành. Còn làng Kanna thì đền ơn các samurai bằng những hạt gạo mồ hôi nước mắt do chính tay họ làm ra.
Kết thúc của anime khá bi thảm. Bốn trong số bảy samurai hi sinh, ba người còn sống đi chu du bốn bể sau khi hoàn thành nhiệm vụ. Kambei từng cay đắng nói với Shichiroji: "Một lần nữa, chúng ta lại sống sót." Nhờ công họ, thời đại cũ đã chấm dứt. Thời đại mới tốt đẹp hơn được mở ra với nước Nhật và thôn làng Kanna. Cảnh kết thúc bộ phim là mộ bốn samurai đã hi sinh nằm ở một ngọn đồi, bên cạnh là lá cờ dân làng Kanna đã làm cho nhóm ngày xưa để đi chống lại Nobuseri. Những ngôi mộ đó tuy không để tên nhưng dễ dàng nhận ra mộ của ai, nhờ kiếm của từng người được cắm trên nấm mộ.

## Nhân vật

### Bảy samurai
Shimada Kanbei (カンベエ)
Lồng tiếng bởi: Masaki Terasoma (tiếng Nhật), R. Bruce Elliott (tiếng Việt)
Lãnh đạo của cả nhóm. Ngày xưa, ông từng tham gia chiến tranh giữa các samurai cơ khí nhưng thua trận. Kambei là vị samurai thông thái, có nhiều kinh nghiệm chiến trường, dù ông không hề thích thú gì chiến tranh. Chiến tranh chấm dứt, ông rút về ở ẩn và luôn mang mặc cảm mình chỉ là kẻ thất bại. Kambei là người đầu tiên được con lắc pha lê của Kirara chọn lựa, đồng thời cũng là samurai lợi hại nhất. Tính cách nhân vật này thâm trầm, bí ẩn và khó hiểu. Tuy nhiên, Kambei rất đáng tin cậy và lương thiện. Mới đầu, ông không chịu đi giúp làng Kanna, mặc cho Kirara nài nỉ cỡ nào. Chỉ khi cô bị một đám samurai khác truy đuổi tới nỗi nhảy xuống vực, Kambei mới liều mình cứu mạng cô. Cô nói: "Tôi tin... tôi tin ngài nhất định sẽ cứu tôi. Vì ngài là người đã được tinh thể pha lê chọn." Sau đó, Kambei đã đích thân tuyển mộ sáu đồng đội còn lại.
Okamoto Katsushiro (カツシロウ)
Lồng tiếng bởi: Romi Paku (tiếng Nhật), Sean Michael Teague (tiếng Việt)
Người thứ hai gia nhập nhóm, tên thân mật là Katsu, cực kì tôn sùng tinh thần võ sĩ đạo (bushido). Đây là một samurai trẻ tuổi, đẹp trai, hào hiệp nhưng võ nghệ còn khá non kém. Anh đã nhận Kambei làm sư phụ - sensei của mình ngay từ lúc đầu họ gặp mặt. Katsushiro yêu Kirara, thề bảo vệ cô bằng mọi giá. Nhưng khi anh yêu cầu Kirara đi cùng mình và anh đã hôn cô thì anh nhận ra cô không hề yêu mình. Trải qua nhiều cuộc chiến đấu, anh càng trưởng thành và mạnh mẽ hơn.
Kikuchiyo (キクチヨ)
Lồng tiếng bởi: Kong Kuwata (tiếng Nhật), Christopher Sabat (tiếng Việt)
Thành viên thứ ba, tên gọi khác là Kiku. Anh ta từng là nông dân trước khi trở thành một samurai cơ khí khỏe mạnh, to cao. Tuy nhiên, cá tính của Kiku rất trẻ con, bắng nhắng. Có lần Kiku khoe với mọi người cuốn gia phả nhà anh, trong đó ghi rằng anh ta thực chất mới chỉ có... 13 tuổi mà thôi. Gần cuối anime, Kiku đã dùng tất cả sức mạnh cuối cùng ngăn con tàu chiến (Triều Đình) bằng kiếm của bọn Nobuseri tránh tông vào làng Kanna. Kết quả, anh đã hi sinh anh dũng còn ngôi làng vẫn nguyên vẹn.
Katayama Gorobei (ゴロベエ)
Lồng tiếng bởi: Tetsu Inada (tiếng Nhật), Bob Carter (tiếng Việt)
Người thứ tư được chọn lựa, cùng lứa tuổi với Kambei. Gorobei tính tình khá lạ lùng, quái đản nhưng ông là một samurai tốt bụng mặc dù đôi khi rất thích trêu ghẹo người khác. Ông còn có nhiều trò ảo thuật khá lý thú, sự liều mạng hiếm có và tốc độ phi thường. Về sau, Gorobei ra đi trong trận càn quét làng Kanna của Nobuseri vì khi samurai người máy của nobuseri bắn một viên đạn lớn, ông không đỡ kịp, mọi người vô cùng thương tiếc cho cái chết của ông.
Hayashida Heihachi (ヘイハチ)
Lồng tiếng bởi: Junji Inukai (tiếng Nhật), Greg Ayres (tiếng Việt)
Người thứ năm trong nhóm, ngoài kiếm thuật, anh còn rất giỏi sửa chữa, chế tạo máy móc. Anh cởi mở, thân thiện, có nụ cười hiền hậu. Heihachi đã giúp làng Kanna làm ra các vũ khí tương đối mạnh để chống chọi đợt tấn công từ bọn Nobuseri. Heihachi nhận lời giúp làng cũng vì anh mê loại gạo ngon của dân làng. Anh bảo trong hạt gạo luôn có bảy vị thần bảo vệ. Cuối phim, Heihachi tự kích nổ quả bom do mình chế tạo, phá hủy một phần lớn chiến hạm Nobuseri. Khi sắp chết, anh đã nói: "I'll be in the rice" hoặc "Find me in the rice". Nghĩa là "Tôi sẽ ở trong lúa gạo" hay "Hãy tìm kiếm tôi trong hạt gạo."
Shichiroji (シチロージ)
Lồng tiếng bởi: Tohru Kusano (tiếng Nhật), Duncan Brannan (tiếng Việt)
Thành viên thứ sáu, đồng thời cũng là bạn chiến đấu cũ của Kambei. Trước khi gia nhập nhóm, anh làm việc tại quán trọ trong phố làng chơi của thành phố và yêu một geisha. Biệt tài khác của Shichiroji chính là... nhảy múa. Anh bỏ mặc mọi thành công trong việc kinh doanh ở quán trọ Firefly (Đom đóm) để gia nhập nhóm của Kambei một lần nữa. Anh có cánh tay trái giả bằng kim loại. Biệt danh của anh là Momotaro. Nguyên nhân là khi anh được bạn gái anh, Yukino, cứu thoát lúc anh đang bị thương nặng, trôi sông trong lớp vỏ bảo vệ giống như trái đào.
Kyuzo (キュウゾウ)
Lồng tiếng bởi: Shinichiro Miki (tiếng Nhật), Sonny Strait (tiếng Việt)
Thành viên cuối cùng, có vũ khí là song kiếm. Kiếm thuật của anh ta được Kambei nhận xét là còn cao cường hơn cả ông. So với Kambei, Kyuzo bí ẩn, lặng lẽ hơn nhiều. Anh từng phục vụ cho phe thị trưởng và Nobuseri nhưng sau này lại quay về giúp đỡ dân làng. Kyuzo bảo mục đích gia nhập của anh chỉ là giữ cho Kambei còn sống để được cùng ông quyết đấu một trận sinh tử. Nhìn chung, anh là Kyuzo thuộc mẫu nhân vật kiểu cool ngầu, chuyên môn suất sắc (tức bên ngoài nhìn rất lạnh lùng, bí hiểm nhưng bên trong rất có tình người). Anh là một trong những người đã hy sinh. Katsushiro đã lỡ tay bắn chết anh vì bảo vệ cho Kambei ngay tập cuối anime. Kambei tỏ lòng kính trọng Kyuzo bằng cách dùng bàn tay trần (không đeo găng như mọi khi) để vuốt mắt anh.

### Dân làng
Kirara Mikumari (キララ)
Lồng tiếng bởi: Fumiko Orikasa (tiếng Nhật), Colleen Clinkenbeard (tiếng Việt)
Cô vốn là Thủy Thần tiên tử (Mikumari) của làng Kanna, một dạng nữ tu đồng trinh thờ phụng thần Nước. Kirara là cô gái xinh đẹp nhất, có tri thức sâu rộng nhất trong những thiếu nữ của làng. Con lắc tinh thể pha lê trong tay cô có thể tiên đoán mọi việc và thấu hiểu tâm tư con người. Kirara từ chối tình yêu của Katsushiro (nên cô cứ mang nỗi lòng dằn vặt bản thân khi đối diện với anh) vì cô đã đem lòng yêu Kambei, tiếc thay ông đã không đáp lại tình cảm của cô. Kambei nói rằng trái tim mình đã nguội lạnh và quyết giữ vững tinh thần của một võ sĩ đạo, xem cái chết là bạn đồng hành. Khi các Samurai tiêu diệt xong triều đại độc tài, đem sự bình yên về cho làng, Kirara từ bỏ nhiệm vụ nữ tiên tri. Cô cảm thấy mình không còn trong sạch để đảm nhiệm việc này nữa, bởi cô đã vướng vào tình yêu.
Komachi Mikumari (コマチ)
Lồng tiếng bởi: Chiwa Saito (tiếng Nhật), Luci Christian (tiếng Việt)
Cô bé sôi nổi, dễ thương và hồn nhiên, em gái Kirara. Komachi là nhân vật giúp không khí nặng nề của câu chuyện nhẹ nhõm, vui vẻ, lạc quan hơn. Cô bé đặc biệt quý mến Kikuchiyo - samurai cơ khí duy nhất trong Samurai 7, thậm chí cô còn hứa lớn lên sẽ làm vợ Kikuchiyo. Tuy nhiên, có vẻ Komachi không thích ông Kambei cho lắm. Kirara nói với bà của họ rằng trong tương lai, cô bé sẽ thừa kế chức nữ tiên tri.
Rikichi (リキチ)
Lồng tiếng bởi: Tadahisa Saizen (tiếng Nhật), J. Michael Tatum (tiếng Việt)
Một thanh niên chất phác, thật thà. Vợ anh ta đã bị Hoàng Thượng sai Nobuseri bắt về cung làm hoàng hậu, mãi rất lâu sau mới được Kambei cứu thoát. Anh thường tự dằn vặt mình vì đã không thể bảo vệ nổi Sanae, vợ mình khỏi bọn cướp.
Sanae
Lồng tiếng bởi: Yuu Asakawa (tiếng Nhật), Clarine Harp (tiếng Việt)
Elder Gisaku
Lồng tiếng bởi: Ikuo Nishikawa (tiếng Nhật), Andrew Haskett (tiếng Việt)
Setsu (Matriarch)
Lồng tiếng bởi: Atsuko Mine (tiếng Nhật), Juli Erickson (tiếng Việt)
Okara
Lồng tiếng bởi: Megumi Tano (tiếng Nhật), Zarah Little (tiếng Việt)
Manzo
Lồng tiếng bởi: Naoki Makishima (tiếng Nhật), Mark Stoddard (tiếng Việt)
Shino
Lồng tiếng bởi: Yu Kobayashi (tiếng Nhật), Monica Rial (tiếng Việt)
Mosuke
Lồng tiếng bởi: Takehiro Murozono (tiếng Nhật), Kyle Hebert (tiếng Việt)
Yohei
Lồng tiếng bởi: Kenichi Mochizuki (tiếng Nhật), Grant James (tiếng Việt)
Gosaku
Lồng tiếng bởi: Youhei Oobayashi (tiếng Nhật), Christopher Bevins (tiếng Việt)
Gonzo
Lồng tiếng bởi: Masafumi Kimura (tiếng Nhật), Andy Mullins (tiếng Việt)
Kanzo
Lồng tiếng bởi: Takehiro Murozono (tiếng Nhật), John Burgmeier (tiếng Việt)

### Nhân vật phản diện
Ukyo (ウキョウ)
Lồng tiếng bởi: Takehito Koyasu (tiếng Nhật), Anthony Bowling (tiếng Việt)
Con trai một lãnh chúa giàu có trên thành phố, muốn chiếm Kirara về làm vợ ngay từ phút đầu thấy cô. Vẻ ngoài có vẻ khù khờ, thậm chí mang vẻ đàn bà, thực chất Ukyo rất gian xảo và đầy tham vọng. Sau này, hắn đã thủ tiêu hoàng đế cũ, chiếm ngôi vua, huy động Nobuseri tấn công làng Kanna để cướp Kirara. Hắn đã bị Kikuchiyo giết ở gần cuối anime. Ukyo là một nhân bản vô tính của Amakushi (アマヌシ), hoàng đế Nhật Bản.
Tessai
Lồng tiếng bởi: Michihiro Ikemizu (tiếng Nhật), Robert McCollum (tiếng Việt)
Ayamaro
Lồng tiếng bởi: Seiji Sasaki (tiếng Nhật), Barry Yandell (tiếng Việt)
Hyogo
Lồng tiếng bởi: Takeshi Kusao (tiếng Nhật), Jerry Jewell (tiếng Việt)
Amanushi (アマヌシ)
Lồng tiếng bởi: Takehito Koyasu (tiếng Nhật), Anthony Bowling (tiếng Việt)
Nobuseri (野伏せり)
Là các samurai cơ khí phục vụ các quan lại, vua chúa. Chúng từ bỏ tinh thần võ sĩ đạo để đi theo quyền lực, tiền tài.
Tanomo
Lồng tiếng bởi: Naoki Makishima (tiếng Nhật), Scott McNeil (tiếng Việt)
Sobei
Lồng tiếng bởi: Kazuhiko Kishino (tiếng Nhật), Michael Sinterniklaas (tiếng Việt)
Syusai
Lồng tiếng bởi: Takashi Nagasako (tiếng Nhật), Brett Weaver (tiếng Việt)
Genzo
Lồng tiếng bởi: Ryuzaburo Otomo (tiếng Nhật), Sean Schemmel (tiếng Việt)

### Khác
Masamune
Lồng tiếng bởi: Tomomichi Nishimura (tiếng Nhật), Brice Armstrong (tiếng Việt)
Yukino
Lồng tiếng bởi: Rieko Takahashi (tiếng Nhật), Gwendolyn Lau (tiếng Việt)
Honoka
Lồng tiếng bởi: Kumiko Watanabe (tiếng Nhật), Carrie Savage (tiếng Việt)
Mizuki
Lồng tiếng bởi: Chiaki Osawa (tiếng Nhật), Laura Bailey (tiếng Việt)
Koharu
Lồng tiếng bởi: Mio Morisawa (tiếng Nhật), Caitlin Glass (tiếng Việt)
Chiaki
Lồng tiếng bởi: Tadahori Moriya (tiếng Nhật), Lucy Small (tiếng Việt)

## Nhạc phim
1. Bản gốc:

- Unlimited - Vô hạn, do Nanase Aikawa trình bày. Có giai điệu nhanh, sôi nổi, dồn dập, là bản nhạc mở đầu phim.
- Fuhen - Bất biến, do nhóm Rin' trình bày. Đối lập hoàn toàn với "Unlimited" mạnh mẽ, "Fuhen" là bài hát kết thúc phim với âm hưởng bi hùng, cổ điển, lời ca buồn rầu khắc khoải.
- Justice - Công lý, của V6: Nhạc mở đầu của NHK TV Version.
1. Lời Việt:

- Tình Ca Samurai, bản Opening do Huyền Chi viết lời Việt và Thùy Dung biểu diễn.
- Chôn Vùi, bản Ending do Huyền Chi viết lời Việt và Thùy Dung biểu diễn.